# 福岡義隆
福岡 義隆（ふくおか よしたか、1939年8月5日 - ）は、日本の気象学者。広島大学名誉教授、立正大学名誉教授。
北海道常呂郡訓子府町出身。1963年東京教育大学理学部地学科卒、1968年同大学院博士課程修了（単位取得退学）、理学博士、千葉県公害研究所研究技師、1970年福島大学教育学部気象学担当助教授、1977年広島大学総合科学部環境科学コース助教授、1987年教授、1997年環境庁長官賞（地球環境保全功労賞・地球温暖化部門）受賞、1998年名誉教授、立正大学地球環境科学部環境システム学科教授。2000年立正大学大学院環境科学研究科担当教授兼務。立正大学地球環境科学研究所長、立正大学大学院地球環境科学研究科環境システム学専攻長を歴任。2005年日本農業気象学会永年功労会員表彰受賞。同年日本生気象学会編集委員長。2009年環境情報科学センター賞特別賞（環境科学，気候学に関する長年の貢献）受賞。2010年退職、立正大学名誉教授。

## 著書
- 『環境と地学 大気と水と土』森北出版 1977
- 『図説環境地理 地球環境時代の地理学』古今書院 1980
- 『人間的尺度の地球環境』古今書院 1992
- 『エコ川柳』葉文館出版 1999
- 『健康と気象』成山堂書店 気象ブックス 2008
- 『ホントに緑は猛暑を和らげるか 植物気候学への誘い』成山堂書店 2011

### 共編著
- 『都市の風水土 都市環境学入門』編著 朝倉書店 1995
- 『医学気象予報 バイオウェザー・病気と天気の不思議な関係』吉野正敏共著 角川oneテーマ21 2002
- 『環境気候学』吉野正敏共編 東京大学出版会 2003
- 『気圏環境工学 空気の汚れ、臭い、音を探る』編著 山海堂 市民環境工学 2005
- 『植物気候学』編著 古今書院 2010
- 『内陸都市はなぜ暑いか 日本一高温の熊谷から』中川清隆共編著 成田健一 後藤真太郎、高橋日出男、榊原保志、松本太、白木洋平ほか共著 成山堂書店 2010

## 論文
- <福岡義隆